# Xanthacrona phyllochaeta
Xanthacrona phyllochaeta är en tvåvingeart som beskrevs av Friedrich Georg Hendel 1909. Xanthacrona phyllochaeta ingår i släktet Xanthacrona och familjen fläckflugor. Inga underarter finns listade i Catalogue of Life.